# Zweden op de Olympische Zomerspelen 1992
Zweden nam deel aan de Olympische Zomerspelen 1992 in Barcelona, Spanje.

## Medailleoverzicht
| Sport       | Olympiër                                                      | Onderdeel                      | Medaille |
| ----------- | ------------------------------------------------------------- | ------------------------------ | -------- |
| Tafeltennis | Jan-Ove Waldner                                               | enkelspel (m)                  | Goud     |
|             |                                                               |                                |          |
| Atletiek    | Patrik Sjöberg                                                | hoogspringen (m)               | Zilver   |
| Handbal     | Olympisch team                                                | mannen                         | Zilver   |
| Kanovaren   | Gunnar Olsson Karl Sundqvist                                  | K2 1000 m (m)                  | Zilver   |
| Kanovaren   | Susanne Gunnarsson Agneta Andersson                           | K2 500 m (v)                   | Zilver   |
| Worstelen   | Tomas Johansson                                               | Grieks-Romeins, tot 130 kg (m) | Zilver   |
| Zwemmen     | Anders Holmertz                                               | 200 m vrije slag (m)           | Zilver   |
| Zwemmen     | Christer Wallin Lars Frölander Tommy Werner Anders Holmertz   | 4x200 m vrije slag (m)         | Zilver   |
|             |                                                               |                                |          |
| Kanovaren   | Anna Olsson Maria Haglund Susanne Rosenqvist Agneta Andersson | K4 500 m (v)                   | Brons    |
| Schietsport | Ragnar Skanåker                                               | vrij pistool 50 m (m)          | Brons    |
| Worstelen   | Torbjörn Kornbakk                                             | Grieks-Romeins, tot 74 kg (m)  | Brons    |
| Zwemmen     | Anders Holmertz                                               | 400 m vrije slag (m)           | Brons    |

## Deelnemers en resultaten
(m) = mannen, (v) = vrouwen

### Badminton
- Pär-Gunnar Jönsson
- Peter Axelsson
- Jan-Eric Antonsson
- Jens Olsson
- Stellan Österberg
- Christine Magnusson
- Catrine Bengtsson

### Boogschieten
- Jenny Sjöwall
- Lise-Lotte Djerf
- Kristina Persson-Nordlander

### Handbal

#### Mannentoernooi
- Magnus Andersson
- Robert Andersson
- Anders Bäckegren
- Per Carlén
- Magnus Cato
- Erik Hajas
- Robert Hedin
- Patrik Liljestrand
- Ola Lindgren
- Mats Olsson
- Staffan Olsson
- Axel Sjöblad
- Tommy Suoraniemi
- Tomas Svensson
- Pierre Thorsson
- Magnus Wislander

### Judo
- Lars Adolfsson
- Anders Dahlin
- Jörgen Häggqvist
- Katarina Håkansson
- Ursula Myrén
- Eva Wikström

### Paardensport
- Tinne Wilhelmsson-Silfvén
- Ann Behrenfors
- Annica Westerberg
- Eva Karin Oscarsson-Göthberg
- Maria Gretzer
- Peter Eriksson
- Ulrika Hedin
- Henrik Lannér
- Peder Fredricson
- Anna Hermann
- Erik Duvander
- Staffan Lidbeck

### Tennis
- Magnus Larsson
- Magnus Gustafsson
- Stefan Edberg
- Anders Järryd
- Catarina Lindqvist
- Maria Lindström

### Voetbal

#### Mannentoernooi
- Eerste ronde (Groep C)

|                                              |        |       |          |                                                                             |
| 26 juli Groep C «onderlinge duels» 21:00 uur | Zweden | 0 – 0 | Paraguay | Camp Nou, Barcelona Toeschouwers: 15.000 Scheidsrechter: Lyube Spasov (BUL) |
| 26 juli Groep C «onderlinge duels» 21:00 uur | Report |       |          | Camp Nou, Barcelona Toeschouwers: 15.000 Scheidsrechter: Lyube Spasov (BUL) |

|                                              |                                                                    |        |         |                                                                                       |
| 28 juli Groep C «onderlinge duels» 19:00 uur | Zweden                                                             | 4 – 0  | Marokko | Nova Creu Alta, Sabadell Toeschouwers: 5.000 Scheidsrechter: José Torres Cadena (COL) |
| 28 juli Groep C «onderlinge duels» 19:00 uur | Tomas Brolin 13' Håkan Mild 19' Jonny Rödlund 57' Tomas Brolin 68' | Report |         | Nova Creu Alta, Sabadell Toeschouwers: 5.000 Scheidsrechter: José Torres Cadena (COL) |

|                                              |                   |        |                  |                                                                                 |
| 30 juli Groep C «onderlinge duels» 21:00 uur | Zweden            | 1 – 1  | Zuid-Korea       | Camp Nou, Barcelona Toeschouwers: 12.000 Scheidsrechter: Manuel Diaz Vega (ESP) |
| 30 juli Groep C «onderlinge duels» 21:00 uur | Jonny Rödlund 50' | Report | 28' Seo Jung-Won | Camp Nou, Barcelona Toeschouwers: 12.000 Scheidsrechter: Manuel Diaz Vega (ESP) |

|                                                     |                      |        |                                     |                                                                                     |
| 2 augustus Kwartfinale «onderlinge duels» 21:30 uur | Zweden               | 1 – 2  | Australië                           | Camp Nou, Barcelona Toeschouwers: 30.000 Scheidsrechter: Arturo Brizio Carter (MEX) |
| 2 augustus Kwartfinale «onderlinge duels» 21:30 uur | Patrik Andersson 62' | Report | 30' John Markovski 55' Shaun Murphy | Camp Nou, Barcelona Toeschouwers: 30.000 Scheidsrechter: Arturo Brizio Carter (MEX) |

- Selectie
  - (1) Jan Ekholm
  - (2) Magnus Johansson
  - (3) Joachim Björklund
  - (4) Filip Apelstav
  - (5) Niclas Alexandersson
  - (6) Håkan Mild
  - (7) Patrik Andersson 
  - (8) Stefan Landberg
  - (9) Christer Furth
  - (10) Jonny Rödlund
  - (11) Tomas Brolin
  - (12) Håkan Svensson
  - (13) Jesper Jansson
  - (14) Jörgen Moberg
  - (15) Björn Lilius
  - (16) Henrik Nilsson
  - (17) Anders Andersson
  - (18) Pascal Simpson
  - (19) Niklas Gudmundsson
  - (20) Jonas Axeldal
- Bondscoach
  - Nisse Andersson

### Zwemmen
- Göran Titus
- Ellenor Svensson
- Malin Strömberg
- Linda Olofsson
- Eva Nyberg
- Malin Nilsson
- Therèse Lundin
- Pär Lindström
- Fredrik Letzler
- Louise Karlsson
- Håkan Karlsson
- Rudi Dollmayer
- Jan Bidrman
- Tom Werner
- Christer Wallin
- Lars Frölander
- Anders Holmertz

Albanië · Algerije · Amerikaanse Maagdeneilanden · Amerikaans-Samoa · Andorra · Angola · Antigua en Barbuda · Argentinië · Aruba · Australië · Bahama's · Bahrein · Bangladesh · Barbados · België · Belize · Benin · Bermuda · Bhutan · Bolivia · Bosnië en Herzegovina · Botswana · Brazilië · Britse Maagdeneilanden · Bulgarije · Burkina Faso · Canada · Centraal-Afrikaanse Republiek · Chili · China · Chinees Taipei · Colombia · Congo-Brazzaville · Cookeilanden · Costa Rica · Cuba · Cyprus · Denemarken · Djibouti · Dominicaanse Republiek · Duitsland · Ecuador · Egypte · El Salvador · Equatoriaal-Guinea · Estland · Ethiopië · Fiji · Filipijnen · Finland · Frankrijk · Gabon · Gambia · Gezamenlijk team · Ghana · Grenada · Griekenland · Groot-Brittannië · Guam · Guatemala · Guinee · Guyana · Haïti · Honduras · Hongarije · Hongkong · Ierland · IJsland · India · Indonesië · Irak · Iran · Israël · Italië · Ivoorkust · Jamaica · Japan · Jemen · Jordanië · Kaaimaneilanden · Kameroen · Kenia · Koeweit · Kroatië · Laos · Lesotho · Letland · Libanon · Libië · Liechtenstein · Litouwen · Luxemburg · Madagaskar · Malawi · Malediven · Maleisië · Mali · Malta · Marokko · Mauritanië · Mauritius · Mexico · Monaco · Mongolië · Mozambique · Myanmar · Namibië · Nederland · Nederlandse Antillen · Nepal · Nicaragua · Nieuw-Zeeland · Niger · Nigeria · Noord-Korea · Noorwegen · Oeganda · Oman · Oostenrijk · Pakistan · Panama · Papoea-Nieuw-Guinea · Paraguay · Peru · Polen · Portugal · Puerto Rico · Qatar · Roemenië · Rwanda · Saint Vincent‑Grenadines · Salomonseilanden · Samoa · San Marino · Saoedi-Arabië · Senegal · Seychellen · Sierra Leone · Singapore · Slovenië · Soedan · Spanje · Sri Lanka · Suriname · Swaziland · Syrië · Tanzania · Thailand · Togo · Tonga · Trinidad en Tobago · Tsjaad · Tsjecho-Slowakije · Tunesië · Turkije · Uruguay · Vanuatu · Venezuela · Verenigde Arabische Emiraten · Verenigde Staten · Vietnam · Zaïre · Zambia · Zimbabwe · Zuid-Afrika · Zuid-Korea · Zweden · Zwitserland · Onafhankelijke olympische deelnemers